# Ribnica na Pohorju
Ribnica na Pohorju (em alemão:  Reifing am Bachern) é um município da Eslovênia. A sede do município fica na localidade de mesmo nome.